# Hissarschaf
Das Hissarschaf (auch Hissar-Fettsteißschaf genannt) gehört zu den größten Schafen der Welt. Dies trifft allerdings nur auf das Gewicht durch ihre Neigung zur „Verfettung“ zu, denn manche Rassen, wie etwa das Gescheckte Bergschaf, sind um einiges größer. Weibliche Tiere wiegen zwischen 80 und 90 Kilogramm, Böcke bis zu 130 Kilogramm. Kräftige Tiere wurden sogar als Reit- und Zugtiere eingesetzt. Die Rasse ist sehr widerstandsfähig gegen starke Temperaturschwankungen, Winde und Niederschläge. Ihre anspruchslose Haltungsform machte sie zur Existenzgrundlage vieler Landwirte im Gebirge.
Die Schafe haben eine sehr talgige Wolle und müssen nicht zwangsläufig geschoren werden, denn die Wolle fällt von selbst ab und dient Vögeln als Baumaterial für Nester. Sie zählen zu den „Kurzwollschafen“.
Der markante „Fettsteiß“ (auch „Kurdjuk“ genannt), der bis zu 15 Kilogramm wiegen kann, dient - wie der Höcker bei Kamelen - als Energiereserve. Ihr Kopf ist massig mit Ramsnase und langen, hängenden Ohren. Das Schurgewicht beträgt 1,5 bis 2 Kilogramm pro Jahr und die Milchleistung liegt bei bis zu 130 Litern.
Namensgebend ist das Hissargebirge in Tadschikistan, wo die Tiere die rauen Bedingungen ökologisch vollends ausnutzen.
Als viele Bauern in die Städte zogen und die Landwirtschaft in Gebirgsregionen durch Importe immer unattraktiver wurde, geriet die Art in Vergessenheit. Durch ergiebigere Rassen wurden diese Schafe in der kommerziellen Landwirtschaft abgelöst. Heute ist diese Rasse fast ausschließlich in Zoos anzutreffen. Beispielsweise engagiert sich der Tierpark Berlin, um diese Art zu erhalten, denn sie wird als gefährdet eingestuft.